# Мартіс
Мартіс (італ. Martis, сард. Maltis) — муніципалітет в Італії, у регіоні Сардинія,  провінція Сассарі.
Мартіс розташований на відстані близько 330 км на захід від Рима, 180 км на північ від Кальярі, 23 км на схід від Сассарі.
Населення — 537 осіб (2014).

## Демографія
Населення за роками:

Станом на 1 січня 2023 року в муніципалітеті офіційно проживали 4 іноземці з 3 країн, серед них 2 громадяни країн Євросоюзу.

## Сусідні муніципалітети
- К'ярамонті
- Лаерру
- Нульві
- Перфугас